# Supercopa de España de Baloncesto 2015
La Supercopa de España de Baloncesto 2015 fue la 12.ª edición del torneo desde que está organizada por la ACB y la 16.ª desde su fundación. También se le llama la Supercopa Endesa por motivos de esponsorización.
Se disputó en el Martín Carpena de Málaga entre el 2 y el 3 de octubre de 2015. Tras las ediciones de 2004 y 2006, está fue la tercera Supercopa en la capital malagueña.

## Equipos participantes
El 22 de junio de 2015, la ACB anunció los cuatro participantes, adjudicando las plazas de la manera siguiente, al haber conseguido el Real Madrid los tres títulos deportivos de la temporada 2014-2015.
El sorteo de las semifinales se celebró el 23 de septiembre de 2015.
| Equipo                 | Clasificación                 | Participación |
| ---------------------- | ----------------------------- | ------------- |
| Unicaja                | Anfitrión                     | 4.ª           |
| Real Madrid            | Campeón de la Liga Endesa     | 13.ª          |
| FC Barcelona Lassa     | Subcampeón de la Copa del Rey | 12.ª          |
| Herbalife Gran Canaria | Subcampeón de la Eurocup      | 2.ª           |

## Semifinales
| 2 de octubre de 2015 19:00 (CEST) | Herbalife Gran Canaria                             | 60–88                | FC Barcelona Lassa                                     |                                                                                       |  |
|                                   | Parciales: 13–16, 19–25, 15–30, 13–17              |                      |                                                        |                                                                                       |  |
|                                   | Estadísticas Pangos 13 cuatro jugadores 4 Pangos 5 | Reporte Pts Reb Asts | Estadísticas 16 Eriksson 5 tres jugadores 4 Satoranský | Pabellón: Martín Carpena, Málaga Árbitros: García González, Conde, Peruga Televisión: |  |

| 2 de octubre de 2015 21:30 (CEST) | Unicaja                                            | 94–79                | Real Madrid                                |                                                                                              |  |
|                                   | Parciales: 17–17, 29–20, 26–15, 22–27              |                      |                                            |                                                                                              |  |
|                                   | Estadísticas Thomas 15 Thomas, Suárez 5 Marković 7 | Reporte Pts Reb Asts | Estadísticas 18 Reyes 10 Reyes 4 Rodríguez | Pabellón: Martín Carpena, Málaga Árbitros: Pérez Pizarro, Pérez Pérez, Calatrava Televisión: |  |

## Final
| 3 de octubre de 2015 19:00 (CEST) | Unicaja                                                              | 62–80        | FC Barcelona Lassa                                      |                                                                                             |  |
|                                   | Parciales: 15-22, 16-15, 12-20, 19-23                                |              |                                                         |                                                                                             |  |
|                                   | Estadísticas Mindaugas Kuzminskas 12 Will Thomas 6 Stefan Markovic 3 | Pts Reb Asts | Estadísticas Pau Ribas 15 Shane Lawal 8 Carlos Arroyo 6 | Pabellón: Martín Carpena, Málaga Árbitros: García González, Pérez Pérez, Peruga Televisión: |  |